# Jefferson (Oregon)
Jefferson és una població dels Estats Units a l'estat d'Oregon. Segons el cens del 2000 tenia 2.287 habitants.

## Demografia
Segons el cens del 2000, Jefferson tenia 2.487 habitants, 817 habitatges, i 643 famílies. La densitat de població era de 1.315,4 habitants per km².
Dels 817 habitatges en un 48,1% hi vivien nens de menys de 18 anys, en un 58,6% hi vivien parelles casades, en un 15,1% dones solteres, i en un 21,2% no eren unitats familiars. En el 16,4% dels habitatges hi vivien persones soles el 5,9% de les quals corresponia a persones de 65 anys o més que vivien soles. El nombre mitjà de persones vivint en cada habitatge era de 3,04 i el nombre mitjà de persones que vivien en cada família era de 3,34.
Per edats la població es repartia de la següent manera: un 34,2% tenia menys de 18 anys, un 8,4% entre 18 i 24, un 30,4% entre 25 i 44, un 19,8% de 45 a 60 i un 7,2% 65 anys o més.
L'edat mediana era de 30 anys. Per cada 100 dones de 18 o més anys hi havia 97,7 homes.
La renda mediana per habitatge era de 40.938$ i la renda mediana per família de 42.647$. Els homes tenien una renda mediana de 31.196$ mentre que les dones 25.417$. La renda per capita de la població era de 15.426$. Aproximadament el 12,2% de les famílies i el 16,2% de la població estaven per davall del llindar de pobresa.

## Poblacions més properes
El següent diagrama mostra les poblacions més properes.